# Сезон на разливи
Сезонът на прилив (наричан също и Сезон на разлив) (египетски 3ht; Ахет) е първият сезон от древния египетски календар. Наречен е така, защото за древните египтяни е бележел началото на новата година с покачването на нивото на Нил; това събитие е било важно за тях, защото водата носела със себе си наноси, които увеличавали плодородието на залетите земи.
Древните египтяни използват името на този сезон както в лунния, така и в гражданския си календар. Лунният календар започва с небесното изгряване на Сириус, което в онази епоха се е случвало около 17-19 юли (Юлиански календар); четирите месеца на лунния календар са приблизително равни на периода от изгрева на Сириус до средата на ноември. Гражданският календар, обаче, се променял с времето и на всеки четири години се загубвал по един ден, затова сезонът не винаги съвпада с днешните календари. Сезонът се състои от четири месеца с по 30 дни: Тот, Паофи, Атир и Хойак.
Следващият сезон е Сезон на покълване.